# جينك موليكي
جينك موليكي Genc Mulliqi (ولد في 21 يناير 1966 في مدينة فير في ألبانيا) هو واحد من أشهر النحاتيين والرسامين في ألبانيا. 
ينتمي إلى المدرسة التجريدية في الفن.
درس الفن في إنجلترا وفي تيرانا بألبانيا.
وله العديد من الأعمال معروضة في المعرض الوطني للفنون في العاصمة الألبانية تيرانا، ومنها منحوتة «أونوفري». اشترك في العديد من المعارض الفنية الدولية في ألبانيا وإنجلترا وهولندا وإيطاليا وإسبانيا.